# Władimir Almendinger
Władimir Wilgielmowicz Almendinger (ros. Владимир Вильгельмович Альмендингер; ur. 16 lipca 1895 roku w Symferopolu, zm. 16 listopada 1975 roku w Los Angeles) – rosyjski wojskowy (podpułkownik), działacz emigracyjny, publicysta i pisarz.
W 1913 roku ukończył gimnazjum w Symferopolu, zaś w 1914 roku szkołę wojskową w Czugujewie. Do stycznia 1915 roku służył w stopniu podporucznika w oddziałach zapasowych Kijowskiego Okręgu Wojskowego. Następnie przeszedł do 16 Pułku Strzeleckiego. Brał udział w I wojnie światowej. W lutym tego roku został ranny. W grudniu 1917 roku powrócił na Krym, gdzie służył w 33 Zapasowym Pułku Piechoty. Po zajęciu Krymu przez wojska niemieckie wiosną 1918 roku, rozpoczął studia rolnicze na Uniwersytecie Krymskim. Jesienią 1918 roku przerwał studiowanie, wstępując do nowo sformowanego Symferopolskiego Pułku Oficerskiego wojsk Białych gen. Antona I. Denikina. Jesienią 1919 roku uczestniczył w tzw. Marszu Bredowskim, zakończonym internowaniem w Polsce. W sierpniu 1920 roku przybył na Krym, gdzie Symferopolski Pułk Oficerski został odtworzony. W listopadzie tego wraz z wojskami Białych ewakuowano go do Gallipoli. Awansował do stopnia podpułkownika. Na emigracji zamieszkał w Bułgarii. Nielegalnie przedostał się do Czechosłowacji, ale jego pobyt został zalegalizowany. Następnie ukończył studia w Instytucie Rolniczym w Brnie. Jednocześnie działał w Rosyjskim Związku Ogólnowojskowym (ROWS) i organizacji Gallipolijskoje ziemlaczestwo. Następnie został przewodniczącym miejscowego oddziału organizacji Gallipolijskoje ziemlaczestwo Pod koniec 1937 roku wyjechał do Niemiec. Po wybuchu II wojny światowej powrócił do okupowanej Czechosłowacji. Współzakładał Zjednoczenie Rosyjskich Związków Wojskowych. Wiosną 1945 roku przedostał się na Zachód. Następnie wyemigrował do USA. Zamieszkał w Los Angeles, gdzie zaangażował się w działalność rosyjskich organizacji emigracyjnych. Pisał artykuły do pism emigracyjnych „Wiestnik pierwopochodnika” i „Wojennaja byl”. Był autorem 2 książek pt. „Simfieropolskij oficerskij połk” (1962) i „Orłowszczina” (1966).